# Лукас-Веллі-Маринвуд (Каліфорнія)
Лукас-Веллі-Маринвуд (англ. Lucas Valley-Marinwood) — переписна місцевість (CDP) в США, в окрузі Марін штату Каліфорнія. Населення — 6259 осіб (2020).

## Географія
Лукас-Веллі-Маринвуд розташований за координатами 38°2′26″ пн. ш. 122°34′36″ зх. д. / 38.04056° пн. ш. 122.57667° зх. д. (38.040501, -122.576528).  За даними Бюро перепису населення США в 2010 році переписна місцевість мала площу 14,83 км², уся площа — суходіл.

## Демографія
Згідно з переписом 2010 року, у переписній місцевості мешкали 6094 особи в 2348 домогосподарствах у складі 1701 родини. Густота населення становила 411 особа/км².  Було 2407 помешкань (162/км²).
Расовий склад населення:
| - 85,7 % — білих - 7,0 % — азіатів - 1,1 % — чорних або афроамериканців - 0,3 % — корінних американців - 0,1 % — вихідців з тихоокеанських островів - 1,9 % — осіб інших рас |

До двох чи більше рас належало 3,9 %. Частка іспаномовних становила 7,3 % від усіх жителів.
За віковим діапазоном населення розподілялося таким чином: 23,9 % — особи молодші 18 років, 56,0 % — особи у віці 18—64 років, 20,1 % — особи у віці 65 років та старші. Медіана віку мешканця становила 47,3 року. На 100 осіб жіночої статі у переписній місцевості припадало 89,6 чоловіків;  на 100 жінок у віці від 18 років та старших — 85,2 чоловіків також старших 18 років.
Середній дохід на одне домашнє господарство  становив 149 227 доларів США (медіана — 117 071), а середній дохід на одну сім'ю — 170 872 долари (медіана — 135 040). За межею бідності перебувало 6,8 % осіб, у тому числі 7,1 % дітей у віці до 18 років та 4,4 % осіб у віці 65 років та старших.
Цивільне працевлаштоване населення становило 2979 осіб. Основні галузі зайнятості: освіта, охорона здоров'я та соціальна допомога — 27,9 %, науковці, спеціалісти, менеджери — 21,6 %, фінанси, страхування та нерухомість — 13,9 %, роздрібна торгівля — 11,7 %.